# Cymbel
Cymbel är en orgelstämma av typen repeterande blandstämma och principalstämma. Stämman tillhör kategorin labialstämmor. Cymbel är den repeterande blandstämman som har högst antal kor. Den kan även ha ett terskor och kan då användas som en solostämma.